# Nebula (bướm đêm)
Nebula là một chi bướm đêm thuộc họ Geometridae.

## Các loài
- Nebula achromaria (de La Harpe, 1853)
- Nebula ibericata (Staudinger, 1871)
- Nebula nebulata (Treitschke, 1828)
- Nebula numidiata
- Nebula schneideraria
- Nebula senectaria